# Martti I. Jaatinen
Martti Ilmari Jaatinen, född 30 maj 1934 i Sordavala landskommun, död 21 februari 2025 i S:t Michel, var en finländsk arkitekt.
Jaatinen blev student 1954 och utexaminerades från Tekniska högskolan i Helsingfors 1965. Han var verksam på Kaija och Heikki Siréns arkitektkontor 1960–1965 och tillsammans med hustrun, inredningsarkitekt Anna-Maija Jaatinen, född Jokilehto, innehavare av Anna-Maija och Martti I. Jaatinens arkitektbyrå i Jyväskylä från 1966. Han har ritat bland annat Hotell Waskia i Vasa (1972), Rantasipi hotell i Hyvinge (1972, tillbyggnad 1976), hotell Korpilampi i Esbo (1977) och Towchal Hotel i Teheran (förslag, 1977).